# Nunataki Stolby
Nunataki Stolby är en nunatak i Antarktis. Den ligger i Östantarktis. Australien gör anspråk på området. Toppen på Nunataki Stolby är 1 929 meter över havet.
Terrängen runt Nunataki Stolby är huvudsakligen platt, men åt sydväst är den kuperad. Trakten är obefolkad. Det finns inga samhällen i närheten.